# Scropton
Scropton – wieś w Anglii, w Derbyshire, w dystrykcie South Derbyshire, w civil parish Foston and Scropton. Leży 17 km od miasta Derby, 31,4 km od miasta Matlock i 187,3 km od Londynu. W 1851 roku civil parish liczyła 515 mieszkańców. Scropton jest wspomniana w Domesday Book (1086) jako Scroftun/Scotun(e).